# 陈永进
陈永进（英語：Jonathan Tan，2002年3月11日—），新加坡男子游泳运动员，2017年英联邦青年运动会混合4×100米自由泳接力金牌得主和男子100米自由泳铜牌得主、2018年亚洲运动会男子4×100米自由泳接力和男子4×200米自由泳接力铜牌得主。